# Fagus mexicana
Fagus mexicana — вид квіткових рослин з родини букових (Fagaceae). Ареал охоплює такі країни: Північно-Східна та Центральна Мексика.
Він тісно пов'язаний з американським буком Fagus grandifolia і зазвичай розглядається як Fagus grandifolia subsp. mexicana.

## Біоморфологічна характеристика
Це листопадне дерево, що досягає висоти 25–40 м і діаметра стовбура до 1 м. Листя чергове та просте, злегка зубчастим краєм, зазвичай менше, ніж у американського бука, 5–8 см завдовжки та 3–5 см завширшки. Бруньки довгі та тонкі, 15–25 мм завдовжки та 2–3 мм завтовшки. Квіти — це маленькі сережки, які з'являються невдовзі після листя навесні. Насіння — це маленькі трикутні горішки 15–20 мм завдовжки та 7–10 мм завширшки біля основи.

## Середовище
Вид обмежений високогір'ям, хмарними лісами та горами.